# Bataille de Harlem Heights
Guerre d'indépendance des États-Unis
Batailles
- Long Island
- Kips Bay
- Harlem Heights
- Pell's Point
- White Plains
- Fort Washington
- Embuscade de Geary (en)
- Iron Works Hill
- Traversée du Delaware par George Washington
- Trenton
- Assunpink Creek
- Princeton
- Guerre du fourrage (en)
- Millstone

La bataille de Harlem Heights est une bataille de la guerre d'indépendance des États-Unis livrée le 16 septembre 1776 sur l'île de Manhattan, dans l'actuel quartier de Morningside Heights et de l'Ouest d'Harlem. Elle s'inscrit dans le cadre de la campagne de New York et du New Jersey.
L'Armée continentale, dirigée par le général George Washington, le major-général Nathanael Greene et le major-général Israel Putnam, qui comprenait environ 1 800 hommes, tint une série de hauteurs dans le Nord de Manhattan contre une division britannique d'environ 5 000 soldats sous le commandement du major-général Alexander Leslie. Les troupes britanniques commirent une erreur tactique en faisant résonner au clairon, au cours d'une poursuite, « l'appel de vénerie » signalant que le renard s'enfuit, la meute étant à ses trousses, insulte adressée à Washington, qui pratiquait la chasse des renards depuis qu'il l'avait apprise auprès de Lord Fairfax durant la guerre de la Conquête. Cette moquerie rendit furieux les Continentaux, qui étaient en retraite ordonnée ; loin de l'effet escompté, elle les galvanisa tandis qu'ils maintenaient leurs positions. Après avoir attaqué le flanc des attaquants britanniques, les Américains les repoussèrent lentement en arrière, si bien que les Britanniques se replièrent. Washington ordonna ensuite à ses troupes d'arrêter la poursuite. La bataille permit de restaurer la confiance de l'Armée continentale, qu'avaient sévèrement diminuée plusieurs défaites. Ce fut la première victoire de Washington sur le champ de bataille dans la guerre d'indépendance américaine.
Après un mois sans aucun affrontement majeur entre les armées, Washington fut contraint de se retirer avec son armée jusqu'à White Plains lorsque les Britanniques se déplacèrent dans le comté de Westchester et menacèrent de piéger Washington dans Manhattan. Le général subit deux autres défaites, à White Plains (bataille de White Plains) et à Fort Washington (bataille de Fort Washington) ; il battit en retraite par la suite dans le New Jersey et la Pennsylvanie. La campagne de New York et du New Jersey prit fin après les victoires américaines à Trenton (bataille de Trenton) et Princeton (bataille de Princeton).

## Contexte
Le 26 août 1776, des troupes britanniques commandées par le général William Howe attaquèrent les flancs d'une armée américaine et la vainquirent au cours de la bataille de Long Island. Howe déplaça ses forces et cerna les Américains à Brooklyn Heights en plaçant l'East River à leur arrière. La nuit du 29 août, le général George Washington, commandant en chef de l'Armée continentale, fit évacuer toute son armée, forte de 9 000 hommes, avec tout l'équipement, jusqu'à Manhattan.
Le 15 septembre, Howe débarqua ses forces sur Manhattan à Kips Bay. Après un bombardement des positions américaines sur la rive, 4 000 Britanniques et Hessiens débarquèrent au cours de la bataille de Kips Bay ; les Américains commencèrent à s'enfuir à la vue de l'ennemi et refusèrent d'obéir à Washington une fois qu'il fut sur place. Après avoir dispersé les Américains à Kips Bay, Howe engagea 9 000 soldats sur l'île mais ne coupa pas la retraite américaine depuis New York. Washington avait regroupé toutes ses troupes dans la ville en direction d'Harlem Heights à 4 heures de l'après-midi, et ils les atteignirent à la tombée de la nuit.

## Bataille
Le matin du 16 septembre, Washington apprit que les Britanniques avançaient. Le général, qui s'attendait à une attaque, envoya une troupe de reconnaissance de 150 hommes, placée sous le commandement du lieutenant-colonel Thomas Knowlton, pour sonder les lignes britanniques. À l'aube, les troupes de Knowlton furent repérées par les piquets de l'infanterie légère adverse. Les Britanniques envoyèrent deux ou trois compagnies à l'assaut. L'escarmouche dura pendant plus d'une demi-heure, consistant en des combats dans les bois séparant deux champs agricoles. Lorsque Knowlton comprit que les Britanniques, supérieurs en nombre, essayaient de lui faire tourner le flanc, il sonna la retraite, qui eut lieu sans confusion, ni perte humaine.
Les Britanniques, rejoints par le deuxième et troisième bataillons d'infanterie légère et le 42nd Regiment of Foot (Highlanders), poursuivirent rapidement les Américains. Durant la retraite, les troupes légères britanniques firent jouer leurs clairons comme pour signaler une chasse au renard, ce qui rendit furieux les Américains. Le colonel Joseph Reed, qui avait accompagné Knowlton, chevaucha jusqu'à Washington pour l'informer de la situation, et l'encouragea de renforcer ses Rangers. Au lieu de battre en retraite, Washington, dans ce qu'Edward G. Lengel appelle un « premier éclat du courage et de la résolution qui allaient lui rallier les Continentaux dans de nombreuses situations défavorables par la suite »,, conçut un plan visant à piéger les forces légères britanniques, en organisant avec quelques troupes une feinte qui permettrait d'attirer l'ennemi dans un chemin creux et de l'encercler à l'aide d'un autre détachement jusqu'alors caché.
150 soldats furent volontaires pour organiser la feinte. S'engageant dans le chemin creux, ils commencèrent à attaquer les Britanniques. Une fois ceux-ci entrés dans le chemin, aux 150 volontaires se joignirent 900 autres hommes. Les deux camps étaient situés trop loin l'un de l'autre pour causer beaucoup de dégâts.
L'autre détachement était composé des Rangers de Knwolton et de trois compagnies de fusiliers, soit au total 200 hommes. Comme ils s'approchaient, un officier accidentellement induit en erreur fit commencer l'assaut sur le flanc des Britanniques et non à l'arrière. Comprenant qu'elles étaient presque encerclées, les troupes britanniques battirent en retraite dans un champ bordé par une clôture. Les Américains les poursuivirent rapidement et les attaquèrent ; Knowlton fut tué durant le combat, mais ses troupes poussèrent les Britanniques au-delà de la clôture vers le sommet d'une colline. C'est là que les Britanniques reçurent des renforts, dont quelques engins d'artillerie. Pendant deux heures, les Britanniques tinrent cette position, jusqu'à ce que les Américains les forcent une fois encore à battre retraite dans un champ de sarrasin.
Au départ, Washington était peu disposé à poursuivre les troupes ennemies ; mais, une fois qu'il eut constaté que ses hommes gagnaient lentement du terrain, il envoya des renforts et permit à ses troupes de lancer des attaques directes. Une fois tous les renforts arrivés, environ 1 800 Américains étaient engagés dans le champ. Pour diriger la bataille, l'état-major de Washington, dont faisait partie Nathanael Greene, fut envoyé sur le terrain. À ce moment, les Britanniques avaient eux aussi été renforcées et comptaient environ 5 000 hommes.
La bataille continua une heure et demie sur ce même champ et dans les hauteurs environnantes jusqu'à ce que les Britanniques, « ayant utilisé tout leur stock de munitions »,, se retirent. Les Américains les poursuivirent de près jusqu'à ce qu'ils apprennent que les troupes de réserve arrivaient ; Washington, craignant un piège, donna l'ordre de se retirer. Cet ordre fut accueilli par un huzzah (en) vigoureux, et les Américains quittèrent le champ en ordre.

## Après la bataille
Les pertes britanniques furent officiellement établies par le général Howe, qui indiqua 14 morts et 78 blessés. Toutefois, un membre de son état-major écrivit dans son journal qu'il y avait eu 14 morts et 154 blessés. David McCullough fournit des nombres beaucoup plus élevés, avec 90 morts et 300 blessés. Les Américains quant à eux dénombrèrent 30 morts et 100 blessés, parmi lesquels le lieutenant-colonel Knowlton (tué) et le major Andrew Leitch. La victoire américaine profita au moral dans les rangs, même auprès de ceux qui n'avaient pas participé à la bataille. Ce fut également la première victoire d'une armée placée directement sous le commandement de Washington durant la guerre d'indépendance.
Pendant le mois suivant, il y eut peu de combats ; cependant Washington déplaça son armée à White Plains en octobre après avoir appris que les Britanniques essayaient de l'encercler dans Manhattan. Après une défaite à la bataille de White Plains et une autre à Fort Washington, le général et son armée, poursuivis par l'ennemi, gagnèrent la Pennsylvanie en passant par le New Jersey.
La perte de Knowlton fut un coup dur pour les opérations des jeunes renseignements américains, puisqu'il les avait créés, et avait mené la première unité de ce genre dans l'Armée continentale, sous la direction de Washington.